# William A. Tilden

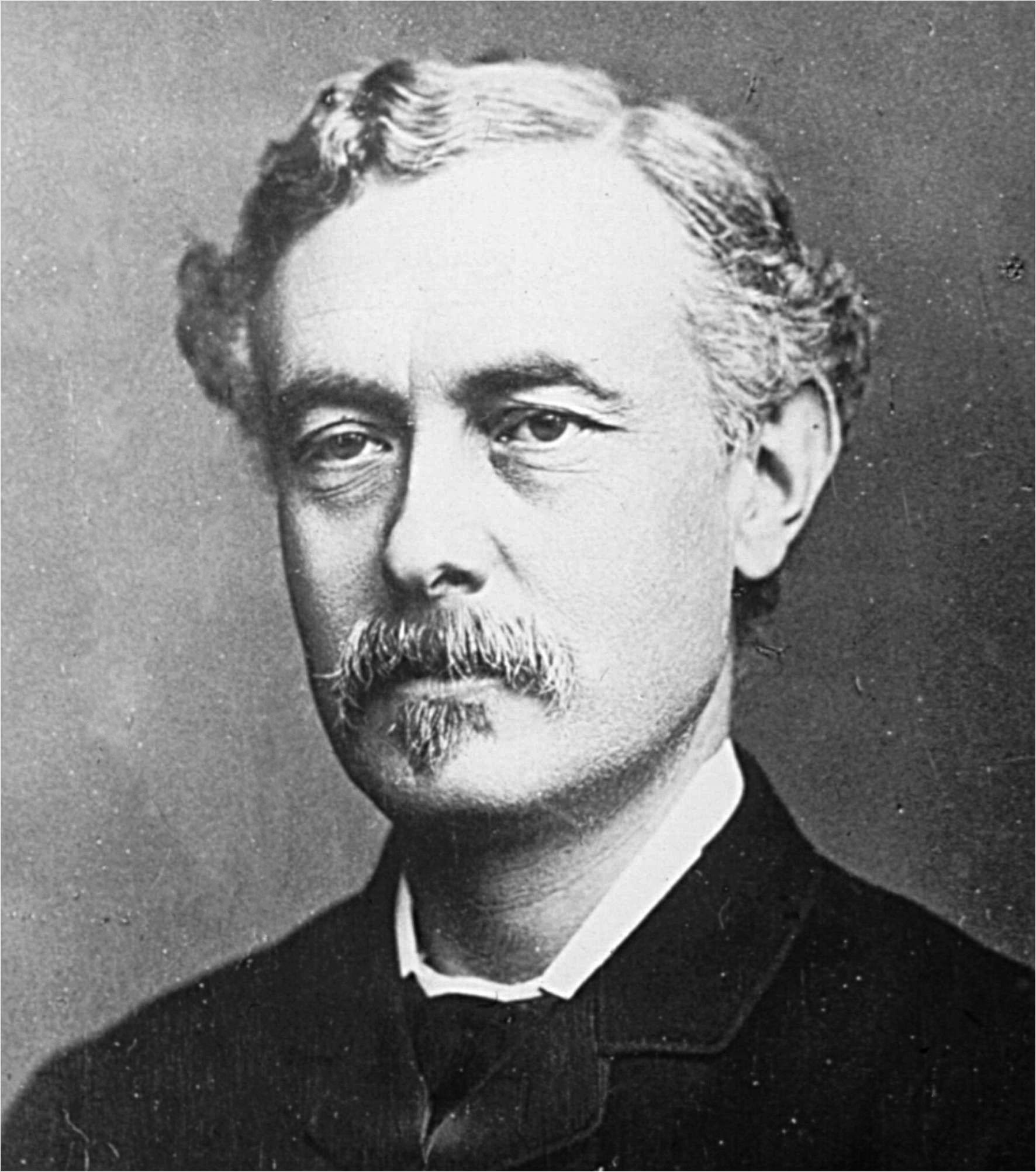
William A. Tilden

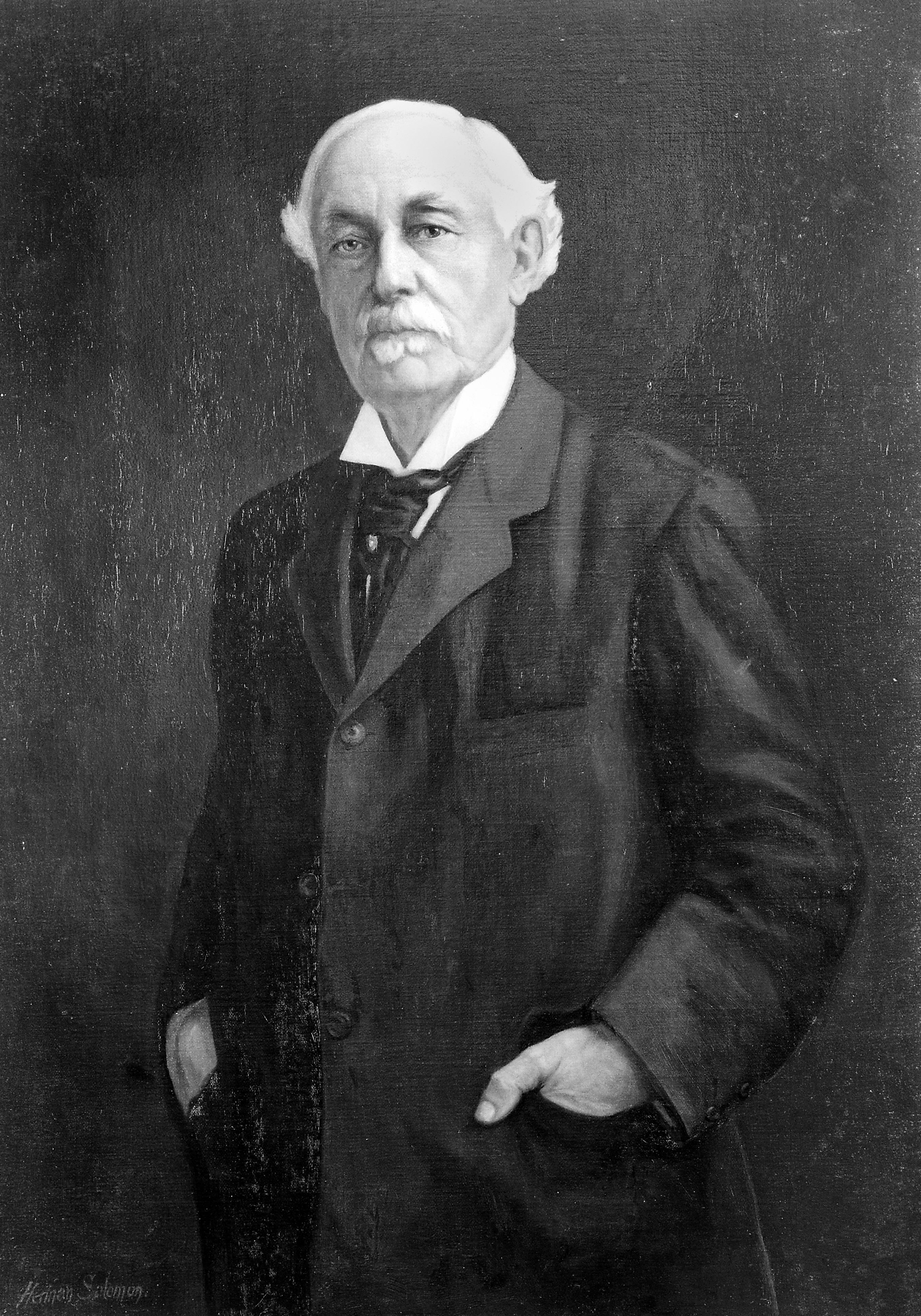
William A. Tilden

Sir William Augustus Tilden FRS (* 15. August 1842 in London; † 11. Dezember 1926) war ein britischer Chemiker auf dem Gebiet der Organischen Chemie.

## Leben
Nach dem Schulbesuch machte er Berufsausbildung zum Apotheker und studierte anschließend ein Jahr am Royal College of Chemistry, ehe er von 1863 bis 1872 als Vorführer an der Pharmaceutical Society tätig war. 1872 wurde er Dozent für Chemie am Clifton College in Bristol und nahm dann 1880 einen Ruf als Inhaber des Lehrstuhls für Chemie am Mason College an. Ebenfalls 1880 wurde er Fellow der Royal Society.
1894 wurde er als Nachfolger von Thomas Edward Thorpe Professor für Chemie am Royal College of Science in South Kensington.
Während seiner dortigen Tätigkeit wies er nach, dass es mit Nitrosylchlorid nur eine Verbindung von Stickstoffmonoxid und Chlor gibt und dies ein wertvolles Reagenz für die Untersuchung der Terpene ist. Er entdeckte darüber hinaus, dass Isopren, das seit Charles Hanson Greville Williams (1860) als Bestandteil des Naturkautschuks bekannt war, aus Terpentinöl gewonnen werden kann (fand aber keinen Weg das kommerziell zu nutzen). Auch schlug er 1882 die korrekte Strukturformel für Isopren vor.
Er entdeckte auch, dass sich die spezifische Wärme mit der Temperatur ändert. Dabei kommt es zur Abnahme der spezifischen Wärmekapazität bei fallender Temperatur und zur Erhöhung, wenn die Temperatur steigt, wobei das Ausmaß der Verschiebung umgekehrt proportional zum Atomgewicht des Elementes ist. Diese Entdeckung war von großer Bedeutung für zahlreiche Industriezweige.
Daneben war er von 1903 bis 1905 nicht nur Präsident der Chemical Society, sondern von 1904 bis 1906 auch Vizepräsident der Royal Society.
Tilden wurde 1908 wegen seiner chemischen Entdeckungen, insbesondere bei der Wärmekapazität und den Terpenen, mit der Davy-Medaille der Royal Society die höchste britische Auszeichnung für Wissenschaftler auf dem Gebiet der Chemie verliehen. 1912 wurde er korrespondierendes Mitglied der Russischen Akademie der Wissenschaften.
1909 wurde er zum Knight Bachelor geschlagen und führte fortan das Adelsprädikat „Sir“. Sein Sohn Philip Armstrong Tilden (1887–1956) war ein bekannter Architekt.
Zu seinem Gedenken verleiht die Royal Society of Chemistry jährlich den Tilden Prize.

## Schriften
- Famous Chemists: the men and their work, Routledge 1921

## Veröffentlichungen
- Famous Chemists: the men and their work, New York, 1921 (Nachdruck 2007, ISBN 978-1406704839)

## Quelle
- Chambers Biographical Dictionary, S. 1500, Edinburgh 2002, ISBN 0-550-10051-2